# サミュエル・モーランド

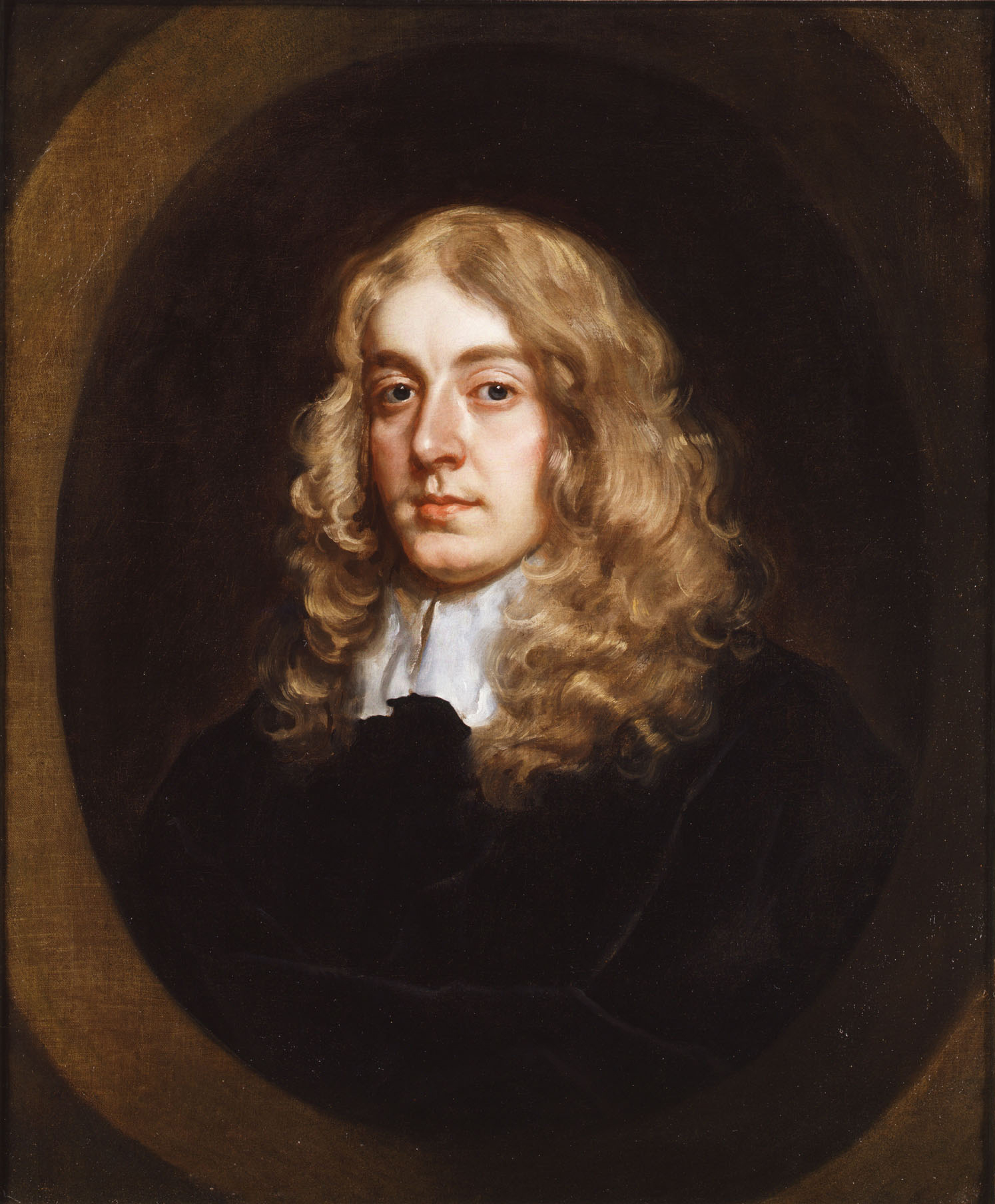
サミュエル・モーランドの肖像画（ピーター・レリー 作）

初代准男爵、サー・サミュエル・モーランド（Sir Samuel Morland, 1st Baronet、1625年 - 1695年12月30日）は、17世紀イングランドの外交官、スパイ、発明家、数学者であり、計算機械や水力や蒸気力に関する初期の開発を行ったことで知られる博学者である。

## 教育
父トーマス・モーランドはバークシャーのSulhamsteadで教区牧師を務めていた。サミュエルはウィンチェスターの学校とケンブリッジ大学のモードリン・カレッジで学び、1649年にフェローとなった。特に数学とラテン語に長け、ギリシア語、ヘブライ語、フランス語も堪能だった。ケンブリッジで講師を務めていたころ、生涯付き合うことになるサミュエル・ピープスに出会った。

## 外交官
公共の役に立つことを望んでいたため、ケンブリッジを離れ外交官となった。1653年にスウェーデンへの出張を引き受けた。1655年にはオリバー・クロムウェルの命により、サヴォイア公によるヴァルド派信徒への仕打ちに抗議すべくイタリアに赴いた。その後しばらくの間ジュネーヴに残って大使的役割を果たしつつ、1冊の本 The History of the Evangelical Churches of the Valleys of Piemont を書いた（1658年）。

## スパイ
イングランド共和国のスパイの元締めをしていたジョン・サーローの秘書を務め、イングランド共和国政府に幻滅するようになった。王位継承予定のチャールズ2世の暗殺計画をサーロウやクロムウェルらが立てていることを知ったためと言われている。そこでスパイ術と暗号理論を駆使し、二重スパイとなって王政復古実現のために働くようになり、王政復古後も王に取り立てられるようになった。

## 発明家
1660年7月18日、准男爵となって宮廷で軽い役職を与えられたが、主な収入源は数学と水理学を応用した各種機械の製作と修理だった。次のような機械を作っている。
- ポンプ。例えばウィンザー城の給水の改善プロジェクトを提案して採用され、そのころにポンプについての特許をとっている（1675年ごろ）。また、火薬を使って真空状態を作り、水を吸い上げる実験を行ったり（初期の内燃機関の一種）、蒸気機関のアイデアも考えたりしていた。モーランドのポンプは、井戸、池や鉱山の排水、火事の消火など様々なところで利用された。
- 10進でない加算機（イギリスのポンド、シリング、ペンスでの計算を行う）。
- 三角法の計算を行う機械。

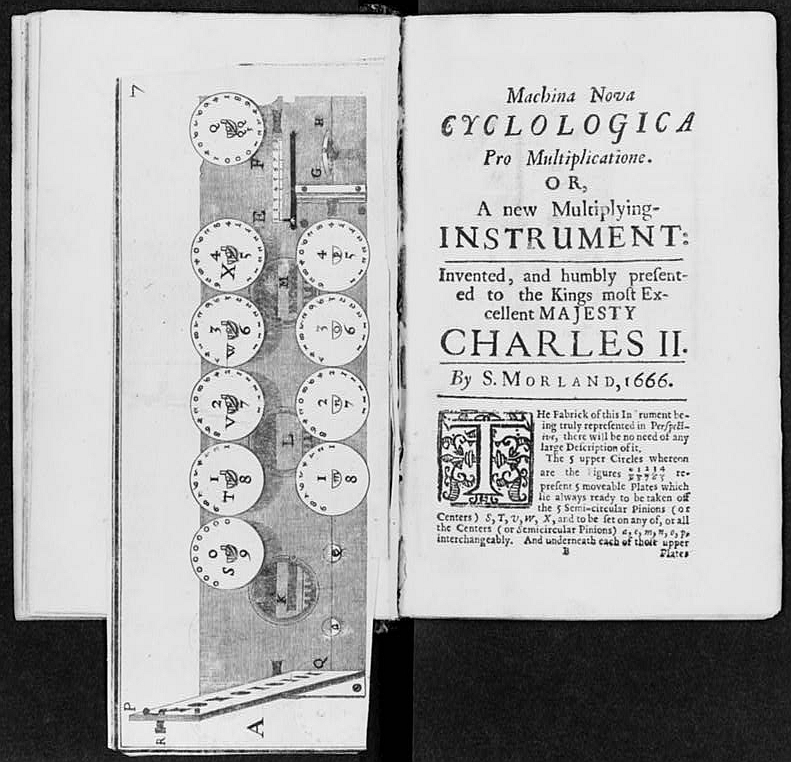
サミュエル・モーランドの発明した "A new Multiplying Instrument"（1666年）

- 加減乗除が可能な計算機械。サイエンス・ミュージアムでは、ライプニッツの計算機より先に乗算を実現したとしている。
- 1666年、金属製炉床の特許を取得。
- 1671年、メガホンの原型である speaking trumpet（しゃべるトランペット）を発明したと主張している。
- 王のための鏡を納入する契約を勝ち取り、王のための印刷機の製作と修理も担当した。
- 1681年、ウィンザー城の給水システムについての業績により、王から magister mechanicorum (master of mechanics) の称号を与えられた。
- また、海軍の砲車について助言したり、船の錨の重量測定器を設計したり、新型気圧計を開発したり、暗号機械を設計したりしている。

1677年以降ロンドン中心部に住んでいたが、1684年に近郊に移った。そのころから徐々に視力を失い、1692年に完全に盲人となった。3年後の1695年12月30日に亡くなり、翌年1月6日に住んでいた地元の教会に埋葬された。